# Imfernsehen
Die imfernsehen GmbH & Co. KG ist ein deutsches Unternehmen, das mehrere Websites zum Thema Fernsehen betreibt. Laut eigenen Angaben werden über 40 Millionen Seitenaufrufe im Monat generiert.

## Angebot

### fernsehserien.de
fernsehserien.de beinhaltet eine Datenbank zu 40.000 Fernsehserien und -sendungen inklusive Filme. Diese umfasst unter anderem kurze Beschreibungen der Serien bzw. Sendungen, Informationen zu Ausstrahlung, Sendeterminen und Veröffentlichung, Angaben zur Besetzung und zum Produktionsteam, Linksammlungen z. B. zu Streaming-Angeboten oder Partnerseiten, Kommentarfunktionen, Informationen über zusätzliche Publikationen und Merchandise und einen Episodenguide zu 30.000 Serien. Die Website kooperiert hierbei mit einzelnen Fernsehsendern und Medienfirmen. Des Weiteren veröffentlicht die Website Nachrichten und Kritiken im Bereich Fernsehen. Benutzer können sich im Rahmen eines Community-Angebots mit Beiträgen beteiligen. Sofern bereits ein Benutzerkonto beim Schwesterangebot TV Wunschliste besteht, so können diese Zugangsdaten verwendet werden, sie gelten auch hier. Ein Single-SignOn zwischen beiden Webseiten existiert allerdings nicht. Laut eigenen Angaben werden ca. 4,5 Millionen Nutzer und 35,4 Millionen Seitenaufrufe im Monat erreicht und 7,1 Mio. Nutzer gezählt (Stand: April 2020 lt. Google Analytics).

### TV Wunschliste
TV Wunschliste (wunschliste.de) bezeichnet sich als interaktives Portal für Zuschauerwünsche. Das Angebot, welches aus einer Mailingliste erwachsen ist, feierte im Jahr 2018 seinen 20. Geburtstag. Aktuell werden 40.000 Serien und 67.000 Spielfilme geführt. Der Anbieter spricht von monatlich 3,6 Mio. Seitenaufrufen
bei 1,2 Mio. Nutzer lt. Google Analytics, 295.000 wöchentlichen Newsletter-Abonnenten mit wenigstens einer Serien- bzw. Spielfilmstart-Benachrichtigung und 962.000 registrierte User (jeweils Stand: April 2020). Der Erinnerungs-Service per E-Mail wird auch bei fernsehserien.de angeboten.

### tvforen.de
tvforen.de ist ein Internetforum, in welchen man Meinungen über das Thema Fernsehen austauschen kann und Fragen gestellt werden können. Laut eigenen Angaben gibt es mehr 61.000 registrierte Nutzer. Auf imfernsehen.de werden 320.000 Seitenaufrufe monatlich bei 52.000 Nutzer als Mediadaten angeführt (Stand: April 2020 lt. Google Analytics).

### retro-tv.de
Auf der Seite wird eine monatliche Sendung über alte Fernsehserien als Online-Stream ausgestrahlt. Moderiert wird die Sendung von dem Moderator Paddy Kroetz und dem Fernsehexperten Henning Harperath. Anhand alter Fernsehzeitschriften werden Highlights und Kuriositäten in der Fernsehgeschichte gesucht und mit Ausschnitten der jeweiligen Sendungen sowie Hintergrundinformationen der beiden Personen untersucht. Laut eigenen Angaben werden im Monat 7.000 Nutzer und 20.000 Seitenaufrufe erzielt.

### tv-kult.de
Die Seite bezeichnete sich als Kult-Portal für alte Fernsehserien und bot Informationen, Bilder und Videos zu Kultserien der 1970er-, 1980er- und 1990er-Jahre an. Laut eigenen Angaben erreichte die Website 10.000 Nutzer und 28.000 Seitenaufrufe im Monat. Das Webangebot wurde eingestellt.